# Johanna Sprondel

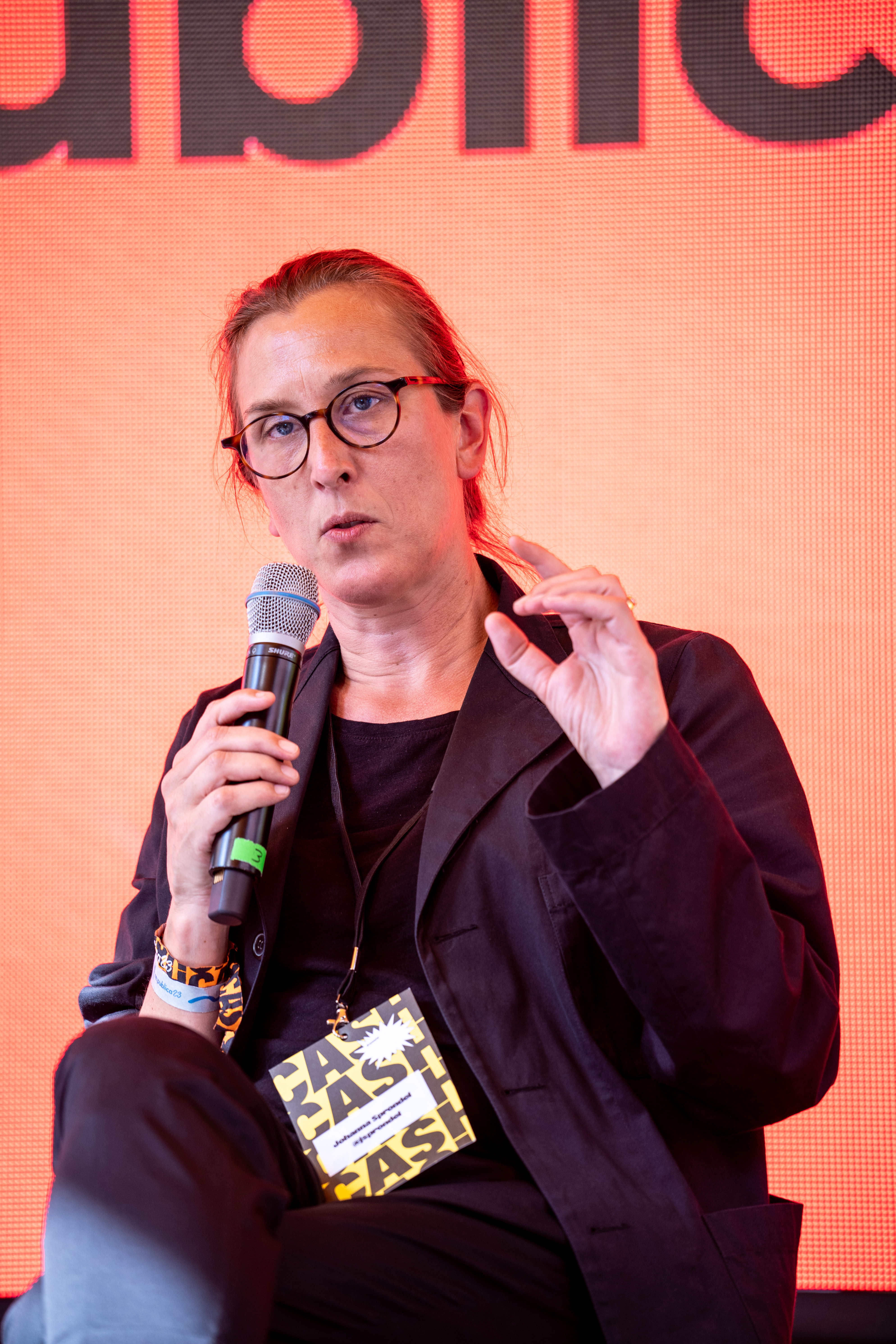
Johanna Sprondel (2023)

Johanna Sprondel (* 3. Dezember 1980, auch Johanna Schwarz-Sprondel) ist eine deutsche Autorin und Beraterin. Seit 2023 ist sie Direktorin der Urania Berlin.

## Beruflicher Werdegang
Sprondel wurde 2010 an der Universität Freiburg bei Hans-Helmuth Gander in Philosophie promoviert. Ihre 2013 erschienene Dissertation Mythos als philosophisches und literarisches Problem befasst sich mit Joyce, Aristoteles und Ricoeur. Anschließend war sie als Postdoc an der Humboldt-Universität zu Berlin tätig. Forschungs- und Lehraufenthalte nahm sie u. a. in Stuttgart, Zürich, Paris, Tokio und Berlin wahr. In der Spielzeit 2008–2009 war Sprondel als Dramaturgin am Theater Freiburg tätig. Sie war Professorin für Medien- und Kommunikationsmanagement an der Hochschule Macromedia in Stuttgart. Freiberuflich berät Sprondel Unternehmen, Kommunen und Stiftungen zu den Themen Marketing, Digitalisierung und digitaler Transformation. Im April 2023 folgte Sprondel auf Ulrich Weigand als Direktorin des Vereins Urania Berlin e. V. Damit wurde sie die erste weibliche Führungsperson in der 135-jährigen Geschichte des Vereins.

## Veröffentlichungen (Auswahl)
- Mit Sascha Friesike: Träge Transformation. Welche Denkfehler den digitalen Wandel blockieren : [Was bedeutet das alles?]. Ditzingen: Reclam Verlag 2021, ISBN 978-3150141885
- Als Herausgeberin (Verfasser Walter Benjamin): Passagen, Übergänge, Durchgänge. Eine Auswahl : [Was bedeutet das alles?]. Ditzingen: Reclam Verlag 2020, ISBN 978-3-15-014046-8
- Dissertationsschrift: Textus – Contextus – Circumtextus: Mythos im Ausgang von Joyce, Aristoteles und Ricoeur. Berlin/Boston: De Gruyter 2013, ISBN 978-3-11-031105-1